# Laurențiu Ivan
Laurențiu Ivan (n. 8 mai 1979) este un jucător de fotbal român care evoluează la clubul Dacia Unirea Brăila. Și-a făcut debutul în Liga I la data 13 august 2006.